# G. S. Carr
George Shoobridge Carr (14 de mayo de 1837 – 29 de agosto de 1914) fue un matemático británico. Es el autor del libro  Sinopsis de matemática pura (1886), publicado por primera vez en Inglaterra en 1880, que fue leído y estudiado de cerca por el matemático Srinivasa Ramanujan cuando era un adolescente. Ramanujan ya había producido muchos teoremas a la edad de 15 años. 
Carr era un preparador privado para los exámenes de matemáticas de Tripos en la Universidad de Cambridge, y la sinopsis fue escrita como una guía de estudio para esos exámenes. 